# Uracyl
Uracyl (łac. urina „mocz”, acetum „ocet”) – organiczny związek chemiczny z grupy pirymidyn, jedna z pięciu zasad azotowych wchodzących w skład podstawowych nukleotydów kwasów nukleinowych (DNA i RNA). W RNA tworzy parę komplementarną z adeniną za pomocą dwóch wiązań wodorowych, podobnie jak tymina w DNA.
Uracyl po połączeniu wiązaniem N-glikozydowym z rybozą tworzy nukleozyd pirymidynowy – urydynę. Odpowiednikiem uracylu w DNA jest tymina, a urydyny – tymidyna.
Pochodne uracylu (na przykład 5-fluorouracyl) stosowane są jako leki w onkologii.
Może występować w kilku formach tautomerycznych, np.:
Obecność uracylu została wykryta w meteorycie Murchison. Badania wykluczyły ziemskie pochodzenie cząsteczek.